# Victor Martin
Victor Martin (Blaton, 19 januari 1912 – november 1989) was een Belgisch verzetsman in de Tweede Wereldoorlog. Hij trok in het voorjaar van 1943 naar Silezië en bracht als een van de eersten betrouwbare informatie terug over de uitroeiingskampen.

## Levensloop
Afkomstig uit een christelijk gezin, deed Victor Martin zijn middelbare studies aan het katholieke college van Ath. Aan de KU Leuven behaalde hij een licentiaat Politieke en Sociale Wetenschappen en een doctoraat in de Economische Wetenschappen, dat hem in Frankrijk, Duitsland en Zwitserland bracht. Zijn eindscriptie verscheen in 1938.
Terug in België dreef de Duitse inval van 10 mei 1940 hem tijdelijk op de vlucht. Op de eerste dag van de invasie kwam zijn geliefde om bij een Duits bombardement. Na een tweetal jaar – hij woonde toen in de Elsense Napelsstraat 24 – bracht een studiegenoot uit zijn Leuvense jaren hem in contact met het Onafhankelijkheidsfront. Martin ging inlichtingen verzamelen voor het verzet. Voor zijn opdrachten liep hij soms vermomd of zelfs gegrimeerd rond en beschikte hij over vervalste papieren (als architect Ernest Lemaire of receptionist Georges De Bauve). Maar hij kon nog niet vermoeden welke historische missie hem wachtte. Sterk verontrust door de Jodenregistratie, verplicht sinds 1 juni, en de mysterieuze deportaties die in oktober begonnen waren vanuit de Dossinkazerne, vroeg het Comité de Défense des Juifs aan het Onafhankelijkheidsfront om iemand op onderzoek te sturen. Met zijn talenkennis en zijn academische contacten had Martin het geschikte profiel. Hij was ook koelbloedig en gewend aan leven onder aliassen, al zou hij deze keer onder eigen naam reizen.
Victor Martin verzon een sociologisch onderzoeksproject waarvoor hij zijn oude professor Leopold von Wiese moest zien in Keulen. Hij kreeg toestemming en vertrok op 4 februari 1943 uit Brussel-Noord. Eens ter plekke, verzocht hij om een professor in Breslau te mogen opzoeken, een specialist in gedragsverschillen tussen sociale klassen. Dat de betrokkene een uitgesproken NSDAP-lid was, zal het verzoek geen kwaad hebben gedaan. In Breslau begon hij pas echt grote risico's te nemen. Hij begaf zich buiten het goedgekeurde traject en ging naar Sosnowitz, waar de Joden uit het getto hem vertelden over Auschwitz en in contact brachten met een gehospitaliseerde Belg die er werkte. Om meer te weten te komen over de concrete uitroeiingstechniek, reisde hij – hoewel zijn visum op 20 februari verlopen was – naar Katowice. Hij sprak er in een café met Franse dwangarbeiders uit Firminy, die voor IG Farben werkten en contact hadden met lotgenoten uit Auschwitz III. Hij hoorde over het uitmoorden van vrouwen en kinderen, al kenden ze de methode niet. Hij hoorde ook over de lijkengeur en over de recent opgestarte crematoria, die dag en nacht rookten. Hij zag de rookpluimen die soms in zijn richting werden geblazen en beweerde tot aan de draad van het kamp te zijn gekomen. Hij besloot dat hij genoeg wist en keerde spoorslags naar Breslau terug. Daar werd hij in zijn hotel opgepakt door de Gestapo, allicht op aangeven van een Franse arbeider. Het moet dan eind maart of begin april zijn geweest.
Ondanks een hardhandige ondervraging kon hij zijn missie voor zich houden, ook omdat de arbeider tijdens een confrontatie spijt leek te hebben en zijn verklaringen afzwakte. De Gestapo leverde Martin over aan de Abwehr. Zijn ondervrager, luitenant Becker, geloofde dat hij met industriële spionage te maken had. Martin werd overgebracht naar het heropvoedingskamp van Rawicz, waar hij als tolk aan het werk werd gezet. Op 15 mei kon hij ontkomen. Met zijn eerste loon maar zonder papieren, nam hij de trein tot Aken. Vandaar stak hij te voet de grens over door de bossen bij het geannexeerde Malmedy. Hij deed verslag in Brussel, waar de weerstand voortaan wist dat de deportatietreinen uit de Dossinkazerne niet naar werkkampen reden, maar rechtstreeks de dood tegemoet. Zijn rapport schijnt ook bij de regering in Londen te zijn geraakt.

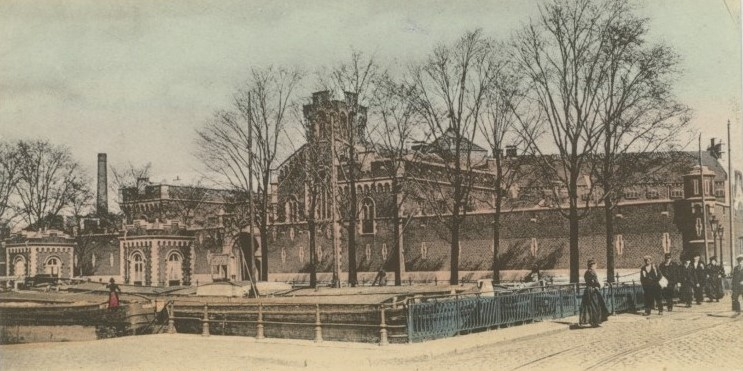
De gevangenis van Charleroi

Zelf nam Martin de draad terug op bij het Onafhankelijkheidsfront van Charleroi. Een gevangen en onder tortuur gekraakt verzetslid bracht op 20 juli 1943 zijn arrestatie teweeg. Vergeefs probeerde de Gestapo van hem meer dan schuilvoornamen los te krijgen. Via de gevangenissen van Charleroi (tot 7 januari) en Sint-Gillis (tot 8 april) belandde hij in het Nederlandse Kamp Vught. Dankzij hulp kon hij er op 20 april 1944 ontsnappen. Terug in Charleroi werd hij een drijvende kracht achter het clandestiene dagblad L'Indépendance. Hij nam ook deel aan de bevrijding.
Na de oorlog was hij kader bij de Kommunistische Partij van België. Dit duurde niet lang en in 1956 zegde hij zelfs zijn lidmaatschap op. Hij werkte als expert voor de Internationale Arbeidsorganisatie en voor de OESO. Vaak internationaal op missie, vestigde hij zich in Thonon-les-Bains. Hij liet zich tot Fransman naturaliseren en ging in Féternes wonen in het departement Haute-Savoie. Op 77 jaar overleed hij in complete anonimiteit.

## Rapportering en impact
Het relaas van Martin is te Brussel opgetekend in 1956 door Marc Goldberg, een jurist die interviews deed in opdracht van de Wiener Library. Van zijn ongeveer honderd bladzijden notities en zijn originele rapport aan het verzet en aan Londen zou geen exemplaar zijn bewaard. Dit heeft sommige revisionisten ertoe gebracht het bestaan ervan in twijfel te trekken. Ze menen dat hij op zijn missie enkel informatie uit tweede of derde hand bekwam en op basis daarvan speculatieve gevolgtrekkingen maakte over de uitroeiing. In elk geval was zijn conclusie over de functie van de crematoria juist, is zijn informatie aangekomen in verzetskringen en werd ze dermate ernstig genomen dat het onderduikingsnetwerk massaal geactiveerd werd. Onder meer Andrée Geulen-Herscovici, een van de meest effectieve krachten in het Comité de Défense des Juifs, die honderden kinderen hielp onderduiken, verklaarde dat de informatie van Martin hen tot actie bewoog. Het CDJ hield 3.000 tot 4.500 Joden uit handen van de nazi's. Meer algemeen leefde dankzij Martin in België, meer dan in andere landen, het besef dat registratie en deportatie noodlottig waren. Niets wijst er daarentegen op dat het rapport van Martin daadwerkelijk aan de Belgische regering werd overgemaakt.

## Vergetelheid en nagedachtenis
In studies naar de Holocaust is de rol van Victor Martin nauwelijks belicht. Mogelijk was dit mee te wijten aan zijn terughoudendheid om erover te praten, of aan de naoorlogse argwaan tegenover communisten. De eerste en enige monografie, van Bernard Krouck, dateert uit 1995.
In zijn geboortedorp werd bij het station een pleintje naar hem vernoemd en in Antheit een straat. Zijn huis in Le Creux, een gehucht in het Franse Féternes, (Haute-Savoie), draagt sinds 2008 een gedenkplaat.

## Privé
Martin was getrouwd en had drie zonen. De oudste heette Philippe, de naam die zijn vader had gedragen bij het verzet.

## Publicaties
- Le placement public des travailleurs en Belgique. Le fonctionnement des institutions existantes et les réformes nécessaires, 1938
- "Les bagnes hitlériens", in: L'Indépendance, 8 september 1944, p. 1
- "La vie d'un illégal", in: L'Indépendance, 19-23 en 25 september 1944 (anoniem)
- Accelerated vocational training for adults. A compartive study, OECD, 1965
- "Victor Martin: J'ai connu l'extermination des Juifs à Auschwitz, début 1943", in: Le patriote résistant, nr. 543, januari 1985, p. 14-15

## Documentaire
- La mission de Victor Martin, met tekeningen van Bernard Yslaire (Didier Roten, 2000, 52 min.)

## Voetnoten
1. ↑  "De Belg die undercover ging in nazi-Duitsland", De Morgen, 17 juli 2017, p. 17
2. ↑  Erlaubnisschein van 3 januari 1943
3. ↑  Het acht pagina's lange document, gesteld in de derde persoon, wordt bewaard door Jad Wasjem onder het kenmerk P.III.g. (Belgium) No. 278. De Wiener Library bezit een kopie. Martin typte het document zelf over, ondertekende het en liet zijn handtekening legaliseren door de burgemeester van Thonon (1980).
4. ↑  Bernard Krouck, "La mission de Victor Martin à Auschwitz (1943)", in: Revue d’histoire de la Shoah – Le monde juif, nr. 172, Entre piège et refuge. Sur la traque et le sauvetage des persécutés 1940-1945, mei-augustus 2001, p. 75
5. ↑  Enrique Aynat en Jean-Marie Boisdefeu, Estudios sobre Auschwitz, Valencia, 1997, eigen beheer
6. ↑  Rudi Van Doorslaer e.a. (red.), Gewillig België. Overheid en Jodenvervolging tijdens de Tweede Wereldoorlog , 2007, p. 688
7. ↑  Tegenover de autoriteiten had hij in 1948 zijn relaas gedaan om het statuut van politiek gevangene te krijgen: zijn verhoor is opgetekend in PV nr. 124.428/347/378, Brussel, 15 juni 1948.
8. ↑  Blaton honore Victor Martin, l'homme qui épia Auschwitz – 'Un résistant sorti de l'oubli', Le Soir, 8 mei 1999